# Fava parada
La fava parada (encara que ha estat considerat de manera errònia una pronunciació dialectal de fava pelada, en realitat es tracta d'una de les accepcions del verb parar ‘posar a punt’, ‘preparar’, com es veu en les locucions parar casa, parar taula, parar botiga, parar una arma, parar una trampa, etc.) és un bullit de faves pelades i seques amb porc tradicional de les Illes Balears. Els ingredients bàsics són les faves i el porc (normalment els peus), però s'hi solen afegir gran varietat de condiments i normalment, el plat duu col, fideus i patates.